# Przygrywka chorałowa
Przygrywka chorałowa – forma muzyki instrumentalnej, najczęściej organowej; rodzaj wielogłosowego opracowania chorału.
Jest jedną ze swobodnych form polifonicznych. Wywodzi się, podobnie jak preludium chorałowe, z wielogłosowego opracowania cantus firmus pochodzącego z chorału. Najprostsze przygrywki chorałowe są konstruktami, w których do cantus firmus ujętego w równe długie wartości rytmiczne dodano głosy stanowiące do niego kontrapunkt. Cantus firmus nie musi pozostawać w jednym określonym głosie, ale może przechodzić swobodnie do innych głosów, np. z tenoru do altu. 
W bardziej rozbudowanych przygrywkach chorałowych często ma zastosowanie technika imitacyjna. Ścisła imitacja (kanoniczna) wykorzystywana była w epoce baroku dla eksponowania cantus firmus. Oprócz techniki imitacyjnej często wykorzystywano również technikę wariacyjną, polegającą na opracowaniu tematu (cantus firmus), np. przez proporcjonalne wydłużenie wartości rytmicznych (augmentacja), skrócenie wartości (dyminucja), figuracje, dodanie ozdobników. Większe przygrywki chorałowe, w których wykorzystywano zarówno element imitacyjny, jak i wariacyjny, nazywane są fantazjami chorałowymi.